# Sydney
 For alternative betydninger, se Sydney (flertydig). (Se også artikler, som begynder med Sydney)
Sydney er Australiens største by og hovedstad i delstaten New South Wales. Den ligger på Australiens østkyst, omgiver Port Jackson, verdens største naturlige havn, og breder sig ud mod Blue Mountains i vest. Beboerne i Sydney kaldes for "Sydneysiders". Sydney er landets andet officielle sæde og residens for Australiens generalguvernør, Australiens premierminister og Australiens kabinet.
Der findes ingen politisk eller administrativ enhed, der svarer til det byområde Sydney dækker. Lokalregeringsområdet City of Sydney dækker kun den centrale del af byen. I City of Sydney ligger også byen største forretningsområde, som kaldes CBD (Central Business District).
Sydneyområdet har været beboet af aboriginere i titusinder af år. De første britiske bosættere ankom i 1788 og grundlagde Sydney som en fangekoloni. Det var samtidigt den første europæiske bosættelse i Australien. Siden trafikken med straffefanger stoppede i midten af det 19. århundrede, har byen transformeret sig fra at være en kolonial udpost til et større globalt kulturelt og økonomisk center. Ved folketællingen i 2021 havde Sydney 4.698.656 indbyggere. Heraf var mere end 40% født uden for Australien og af mange forskellige nationaliteter, hvilket gør Sydney til en af verdens mest multikulturelle storbyer. Der tales mere end 250 forskellige sprog i Sydney og mere end 40% taler et andet sprog end engelsk hjemme.
Sydney har en avanceret markedsøkonomi med sin styrke indenfor finans, produktion og turisme. Byens bruttoprodukt var 461 milliarder AUD i 2019, det største i Australien. Der er en betydelig koncentration af udenlandske banker og multinationale firmaer i Sydney og byen markedsføres som Asien-Stillehavsregionens ledende finanscenter. Sydney var vært for Sommer-OL 2000 og hvert år strømmer millioner af turister til byen for at se attraktioner som Operahuset i Sydney, Sydney Harbour Bridge, Royal Botanic Gardens, Sydney Harbour og Bondi Beach.
Selvom Sydney er en af verdens dyreste byer, er den ofte i top 10 over de bedste byer at bo i. Den bliver klassificeret som en Alpha+ city af Globalization and World Cities Research Network på grund af byens indflydelse regionalt og globalt. University of Sydney og University of New South Wales er rangeret som nr 18 og 19 i verden.

## Historie

### De første indbyggere
De første mennesker, der slog sig ned i Sydneyområdet, var aboriginere, der kom fra det nordlige Australien og før det fra det sydøstlige Asien. Kulstof 14-dateringer viser at menneskelig aktivitet omkring Sydney kan spores mindst 30.000 år tilbage i tiden. De første britiske bosættere kaldte dem Eora. "Eora" er det ord, som den aboriginske befolkning brugte til at beskrive deres oprindelse, da de første gang fik kontakt med briterne. Dets egentlige betydning er "fra dette sted". Før briterne ankom var der 4.000 - 8.000 indfødte i Sydney fra så mange som 29 forskellige klaner. Sydney Cove, hvor de første bosættere gik i land, var beboet af Cadigal klanen. De vigtigste sproggrupper var Darug, Guringai og Dharawal. De første europæere observerede de indfødte slå lejr, fiske, samle muslingeskaller, bruge træer til bark og føde og koge fisk.
Byens udvikling har ødelagt mange af sporene efter de første indbyggere. I den fredede Ku-ring-gai Chase National Park kan man dog stadig finde klippemalerier og helleristninger. Det første møde mellem de indfødte og briterne fandt sted 29. april 1770, da løjtnant James Cook gik i land i Botany Bay på Kurnell-halvøen og stødte på Gweagal-klanen. Han noterede i sin dagbog, at de var forvirrede og lidt fjendligt indstillede over for de fremmede. Cook var på en opdagelsesrejse og skulle ikke anlægge en bosættelse. Han brugte kun kort tid på at proviantere og foretage videnskabelige observationer, før han fortsatte mod nord langs østkysten. På Storbritanniens vegne gjorde James Cook krav på det nyopdagede land, som han kaldte New South Wales.

### Etablering af Kolonien
Storbritannien sendte længe sine straffefanger over Atlanten til de amerikanske kolonier. Den trafik stoppede med USA's uafhængighedserklæring i 1776. Da de britiske fængsler var overfyldte, besluttede Storbritannien i 1786 at oprette en ny fangekoloni i det land, som Cook havde opdaget 16 år tidligere. Kaptajn Arthur Phillip fik ansvaret for at grundlægge den nye koloni. Han sejlede en flåde (kendt som First Fleet) på 11 skibe og omkring 850 straffefanger til Australien og lagde den 18. januar 1788 til ved Botany Bay, men fandt stedet uegnet til en koloni på grund af dårlig jord og manglende ferskvand. Han sejlede længere mod nord og ind i Port Jackson den 26. januar 1788. Dette blev stedet for den nye koloni. Den officielle proklamation og navngivning af kolonien fandt sted den 7. februar 1788 og Arthur Phillip blev den første guvernør i New South Wales. Oprindeligt skulle byens navn have været Albion, men Phillip ændrede det til Sydney til ære for Thomas Townshend, Lord Sydney og hans rolle i grundlæggelsen af kolonien.
Mellem 1788 og 1792 ankom 4.300 straffefanger til Sydney. Kolonien blev ikke grundlagt med henblik på frihed og fremgang. Kort fra den tid viser ingen fængselsbygninger. Straffen for fangerne var transporten til Australien, mens alvorlige forbrydelser begået i kolonien blev straffet med piskning eller hængning. Dyrkning af jorden var ikke nok til at brødføde kolonien og officerer og straffefanger måtte alle sulte, når forsyningerne slap op. Områdets indfødte befolkning led også. Det anslås at halvdelen af den indfødte befolkning døde under en kopper-epidemi i 1789. Nogle gjorde voldelig modstand mod de britiske bosættere.
Lachlan Macquarie blev guvernør i 1810. Han fik mest muligt ud af de svære forhold. Hans første opgave var at genoprette orden efter Rum Rebellion i 1808 mod den foregående guvernør. Forholdene i kolonien tydede ikke på, at det var en kommende storby, men en mere regelmæssig ankomst af skibe og en begyndende handel med især uld mindskede stedets isolation. Macquarie startede et omfattende byggeprogram med omkring 265 forskellige projekter. Veje, broer, værfter og offentlige bygninger blev bygget af straffefanger og i 1822 havde byen banker, markeder og veje. En del af Macquaries anstrengelser for at udvikle kolonien var at straffefanger fik mulighed for at blive frie borgere igen.

### Moderne udvikling
År 1850 ankom den sidste fangetransport til Sydney, som på dette tidspunkt havde en befolkning på 35.000. I 1851 blev der fundet guld i kolonien og det tiltrak tusindvis, som søgte lykken. I 1871 nåede Sydneys befolkning 200.000.
Efter depressionen i 1890'erne sluttede de seks kolonier sig sammen og grundlagde den 1. januar 1901 den australske forbundsstat, som en selvstyrende dominion inden for det Britiske Imperium. Sydney, med en befolkning på 481.000, blev hovedby i staten New South Wales. Depressionen i 1930'erne indvirkede voldsomt på Sydneys økonomi og i flere år var én ud af tre forsørgere uden arbejde. Opførslen af Harbour Bridge mindskede nogle af depressionens konsekvenser ved at beskæftige 1.400 mellem 1924 og 1932. Indbyggertallet fortsatte dog med at stige voldsomt og det nåede 1 million i 1925.
Da Storbritannien erklærede krig Tyskland i 1939, gik Australien med. Under krigen skete der en kraftig industriudvikling i Sydney, som skulle leve op til behovene i en krigsøkonomi. Massearbejdsløsheden blev erstattet af mangel på arbejdskraft og kvinderne kom ud på arbejdsmarkedet i tidligere mandsdominerede erhverv. Sydneys havn blev angrebet af japanske ubåde i maj og juni 1942. Husholdninger i hele byen byggede beskyttelsesrum og holdt øvelser.
Efter krigen fortsatte byen med at vokse. Der var 1,7 millioner indbyggere i Sydney i 1950 og næsten 3 millioner i 1975. Sydneys indbyggere gav Dronning Elizabeth II en varm velkomst i 1954, da hun som den første regerende monark besøgte Australien. Hun ankom på Royal Yacht Britannia gennem Sydney Heads og gik i land ved Farm Cove. Sydneys ikoniske operahus blev åbnet i 1973 af dronningen. Operahuset kom på UNESCOs Verdensarvsliste i 2007. Sommer OL 2000 blev afholdt i Sydney og blev efterfølgende kaldt "de bedste olympiske lege nogensinde" af præsidenten for Den Internationale Olympiske Komité. Siden 1850'erne har der været en kraftig rivalisering mellem Sydney og Melbourne. Sydneys indbyggertal overgik Melbournes i starten af det 20. århundrede og er stadig Australiens største by.

## Geografi

### Topografi
Kaptajn Arthur Phillip beskrev Sydney Cove, i en af sine første rapporter tilbage til Storbritannien, som "uden undtagelse verdens bedste havn". Sydney ligger i et kystbassin med det Tasmanske Hav mod øst, Blue Mountains mod vest, Hawkesbury River mod nord og Woronora Plateau mod syd. Den indre by måler 25 km² og Greater Sydney dækker 12.367 km². Det bebyggede areal er 1.687 km². Dybe floddale, kendt som riaer, skar sig i Trias-perioden ned i Hawkesbury sandstenen i det kystområde, hvor Sydney i dag ligger. Stigningen i havniveauet fra 18.000 til 6.000 år siden oversvømmede disse rias og dannede dybe flodmundinger. Port Jackson, bedre kendt som Sydney Harbour, er en sådan ria. Der ligger omkring 70 sandstrande langs byens kystlinje med Bondi Beach som den mest kendte.
Sydney spænder over to geografiske regioner. Cumberland Plain ligger mod syd og vest for Sydney Harbour og er relativ flad. Hornsby Plateauet ligger mod nord og gennemskæres af stejle dale. De flade områder mod syd var de første, der blev bebygget, da byen voksede og først efter bygningen af Harbour Bridge blev området mod nord tæt bebygget. Nepean River slynger sig uden om den vestlige del af byen og bliver til Hawkesbury River, før den løber ud i Broken Bay. Størstedelen af Sydneys vandreservoirer findes på bifloder til Nepean River. Parramatta River afvander en stor del af Sydneys vestlige forstæder ud i Port Jackson. De sydlige dele af byen afvandes af Georges River og Cooks River ud i Botany Bay.

### Geologi
Sydneys undergrund består af klippe fra Trias med senere gange af magma og vulkanske propper. Sydneybassinet blev dannet da jordskorpen udvidede sig, satte sig igen og blev fyldt med sediment fra den tidlige Trias-periode. Næsten al synlig klippe omkring Sydney er sandsten, som ligger i et 200 m tykt lag med spredte skiferlinser og fossile flodsenge. Sandstenen er dannet af sand udvasket fra området ved Broken Hill for omkring 200 millioner år siden. Bassinets sedimentære klippe har været udsat for mindre foldninger og forkastninger i forbindelse med dannelsen af Great Dividing Range. Floderosion har skabt et landskab af dybe kløfter og restplateauer. Kysten domineres af klippeskrænter, sandstrande og flodmundinger.

### Klima
Sydney har et fugtigt subtropisk klima (Köppens klimaklassifikation: Cfa) med varme eller meget varme somre og milde vintre. Regnen er fordelt over hele året. Vejret modereres af det nærliggende hav, og mere ekstreme temperaturer måles i de vestlige forstæder end i byens centrum. De varmeste måneder er januar og februar med en gennemsnitstemperatur ved vejrstationen Observatory Hill i centrum, der ligger på 20,0 °C i januar og 19,9 °C i februar. Gennemsnitligt har 19,4 dage om året en temperatur på 30 °C eller over.
Om vinteren falder temperaturen sjældent under 5 °C i kystområderne. Den koldeste måned er juli med gennemsnitstemperaturer på 8,9 °C – 17,9 °C. Nedbør er jævnt fordelt over hele året, men dog lidt højere i årets første halvdel. Den gennemsnitlige nedbørsmængde, som kun varierer lidt, er 1150 mm. I gennemsnit regner det 134,4 dage om året. Snefald blev sidst rapporteret i Sydney City i 1836, men en byge af graupel (blød hagl) i juli 2008, som mange troede var sne, har øget muligheden for, at det heller ikke var sne, der faldt i 1836. Ekstreme temperaturer spænder fra 45,8 °C målt den 18. januar 2013 til 2,1 °C den 22. juni 1932 ved Observatory Hill. Ved vejrstationen ved Sydney Airport, som også er kystnær, er der målt 46,4 °C og -0,1 °C. I januar 2020 blev der i den vestlige forstad Penrith målt 48,9 °C.
Australiens Bureau of Meteorology har rapporteret at somrene fra 2002 til 2005 var de varmeste i Sydney siden målingerne startede i 1859. Sommeren 2007–2008 var til gengæld den koldeste siden 1996-1997 og var den første sommer i dette årtusinde, som var koldere end gennemsnittet. I 2009 gav en varm sommer betingelserne for en alvorlig støvstorm i det østlige Australien, som også ramte Sydney. Sommeren 2012-13 var varm og våd og der blev slået varmerekorder over hele byen i januar. De efterfølgende somre var alle varmere end gennemsnittet indtil 2020-21, som var koldere end normalt.
Havets gennemsnitstemperatur er over 20,8 °C og det månedlige gennemsnit strækker sig fra 18,2 °C i august til 23,5 °C i februar.
El Niño, den sydlige oscillation, spiller en afgørende rolle for Sydney. Den varme fase giver tørke og skovbrande, medens den kolde storme og oversvømmelser. Mange af forstæderne i byens udkant har været ramt af skovbrande, som hyppigst forekommer forår og sommer. Byen rammes sjældent direkte af cykloner, men er udsat for storme og kraftige haglbyger. I 1999 blev Sydney ramt af et kraftigt haglvejr, som forårsagede store skader i centrum og de østlige forstæder. De største hagl målte mindst 9 cm i diameter og forårsagede forsikringsskader på omkring A$ 1,7 milliarder på mindre end 5 timer.
| Klimadata for Sydney (Observatory Hill), gennemsnit 1991-2000, ekstremer siden 1861 | Klimadata for Sydney (Observatory Hill), gennemsnit 1991-2000, ekstremer siden 1861 | Klimadata for Sydney (Observatory Hill), gennemsnit 1991-2000, ekstremer siden 1861 | Klimadata for Sydney (Observatory Hill), gennemsnit 1991-2000, ekstremer siden 1861 | Klimadata for Sydney (Observatory Hill), gennemsnit 1991-2000, ekstremer siden 1861 | Klimadata for Sydney (Observatory Hill), gennemsnit 1991-2000, ekstremer siden 1861 | Klimadata for Sydney (Observatory Hill), gennemsnit 1991-2000, ekstremer siden 1861 | Klimadata for Sydney (Observatory Hill), gennemsnit 1991-2000, ekstremer siden 1861 | Klimadata for Sydney (Observatory Hill), gennemsnit 1991-2000, ekstremer siden 1861 | Klimadata for Sydney (Observatory Hill), gennemsnit 1991-2000, ekstremer siden 1861 | Klimadata for Sydney (Observatory Hill), gennemsnit 1991-2000, ekstremer siden 1861 | Klimadata for Sydney (Observatory Hill), gennemsnit 1991-2000, ekstremer siden 1861 | Klimadata for Sydney (Observatory Hill), gennemsnit 1991-2000, ekstremer siden 1861 | Klimadata for Sydney (Observatory Hill), gennemsnit 1991-2000, ekstremer siden 1861 |
| Måned                                                                               | Jan                                                                                 | Feb                                                                                 | Mar                                                                                 | Apr                                                                                 | Maj                                                                                 | Jun                                                                                 | Jul                                                                                 | Aug                                                                                 | Sep                                                                                 | Okt                                                                                 | Nov                                                                                 | Dec                                                                                 | År                                                                                  |
| ----------------------------------------------------------------------------------- | ----------------------------------------------------------------------------------- | ----------------------------------------------------------------------------------- | ----------------------------------------------------------------------------------- | ----------------------------------------------------------------------------------- | ----------------------------------------------------------------------------------- | ----------------------------------------------------------------------------------- | ----------------------------------------------------------------------------------- | ----------------------------------------------------------------------------------- | ----------------------------------------------------------------------------------- | ----------------------------------------------------------------------------------- | ----------------------------------------------------------------------------------- | ----------------------------------------------------------------------------------- | ----------------------------------------------------------------------------------- |
| Rekord maks                                                                         | 45,8                                                                                | 42,1                                                                                | 39,8                                                                                | 35,4                                                                                | 30,0                                                                                | 26,9                                                                                | 26,5                                                                                | 31,3                                                                                | 34,6                                                                                | 38,2                                                                                | 42,8                                                                                | 42,2                                                                                | 45,8                                                                                |
| Maks °C                                                                             | 27,0                                                                                | 26,8                                                                                | 25,7                                                                                | 23,6                                                                                | 20,9                                                                                | 18,2                                                                                | 17,9                                                                                | 19,3                                                                                | 21,6                                                                                | 23,2                                                                                | 24,2                                                                                | 25,7                                                                                | 22,8                                                                                |
| Min °C                                                                              | 20,0                                                                                | 19,9                                                                                | 18,4                                                                                | 15,3                                                                                | 12,3                                                                                | 10,0                                                                                | 8,9                                                                                 | 9,7                                                                                 | 12,3                                                                                | 14,6                                                                                | 16,6                                                                                | 18,4                                                                                | 14,7                                                                                |
| Rekord min °C                                                                       | 10,6                                                                                | 9,6                                                                                 | 9,3                                                                                 | 7,0                                                                                 | 4,4                                                                                 | 2,1                                                                                 | 2,2                                                                                 | 2,7                                                                                 | 4,9                                                                                 | 5,7                                                                                 | 7,7                                                                                 | 9,7                                                                                 | 2,1                                                                                 |
| Nedbør mm                                                                           | 91,1                                                                                | 131,5                                                                               | 117,5                                                                               | 114,1                                                                               | 100,8                                                                               | 142,0                                                                               | 80,3                                                                                | 75,1                                                                                | 63,4                                                                                | 67,7                                                                                | 90,6                                                                                | 73,0                                                                                | 1.147,1                                                                             |
| Dage med nedbør                                                                     | 8,2                                                                                 | 9,0                                                                                 | 10,1                                                                                | 7,9                                                                                 | 7,9                                                                                 | 9,3                                                                                 | 7,2                                                                                 | 5,6                                                                                 | 5,8                                                                                 | 7,6                                                                                 | 8,7                                                                                 | 7,9                                                                                 | 95,2                                                                                |
| Månedlige solskinstimer                                                             | 232,5                                                                               | 205,9                                                                               | 210,8                                                                               | 213,0                                                                               | 204,6                                                                               | 171,0                                                                               | 207,7                                                                               | 248,0                                                                               | 243,0                                                                               | 244,9                                                                               | 222,0                                                                               | 235,6                                                                               | 2.639                                                                               |
| Kilde 1: Klimagennemsnit for Sydney Observatory Hill                                |                                                                                     |                                                                                     |                                                                                     |                                                                                     |                                                                                     |                                                                                     |                                                                                     |                                                                                     |                                                                                     |                                                                                     |                                                                                     |                                                                                     |                                                                                     |
| Kilde 2: Solskinstimer for Sydney Airport                                           |                                                                                     |                                                                                     |                                                                                     |                                                                                     |                                                                                     |                                                                                     |                                                                                     |                                                                                     |                                                                                     |                                                                                     |                                                                                     |                                                                                     |                                                                                     |

## Byens struktur
Løjtnant William Dawes lavede en byplan i 1790, men den blev ignoreret af koloniens ledere. Denne mangel på planlægning kan ses på byen i dag. Sydney er opdelt i 658 forstæder og lokaliteter til adresse- og postformål og administreres af 40 forskellige kommuner (councils). 33 af disse forstæder ligger i Sydney City og ligger alle tæt på centrum.
Der er 15 sammenhængende regioner i og omkring Sydney: centrum, Canterbury-Bankstown, Eastern Suburbs, Forest District, Greater Western Sydney, Hills District, Inner West, Macarthur, Northern Beaches, Northern Suburbs, North Shore, Southern Sydney, St George, Sutherland Shire og Western Sydney. De største forretningsområder uden for centrum er North Sydney og Chatswood mod nord, Parramatta mod vest, Liverpool mod sydvest, Hurstville mod syd og Bondi Junction mod øst.

### Indre forstæder
Centrum strækker sig omkring 3 km mod syd fra Sydney Cove. Det afgrænses af Farm Cove i Royal Botanic Gardens mod øst og Darling Harbour mod vest. De vigtigste forstæder omkring centrum er Woolloomooloo og Potts Point mod øst, Surry Hills og Darlinghurst mod syd, Pyrmont og Ultimo mod vest samt Millers Point og The Rocks mod nord. De fleste af disse forstæder har et areal på mindre end 1 km². Udover forstæderne er der flere velkendte lokaliteter i den indre by. Central og Circular Quay er transportknudepunkter med færger, tog og busstoppesteder. Chinatown, Darling Harbour og Kings Cross er vigtige lokaliteter for kultur, turisme og rekreative formål.
Sydneys indre forstæder har gennem længere tid gennemgået en byfornyelse. Pyrmont, som ligger ved havnen, var tidligere centrum for shipping og international handel. I dag domineres den af nye bolighøjhuse, hoteller og et stort kasino. Darlinghurst, som oprindeligt lå godt uden for byen, havde tidligere fængsel, industri og et blandet boligområde. Den var også kendt for prostitution. Siden 1980'erne er de gamle terrassehuse blevet renoveret og Darlinghurst har undergået en betydelig opklassificering. I Green Square, som er et tidligere industriområde i Waterloo, er der investeret A$8 milliarder i nye byggeprojekter. Ved de gamle havneanlæg ved Millers Point er der bygget den nye bydel Barangaroo. Projektet har været meget kontroversielt til trods for at der er investeret A$6 milliarder. Forstaden Paddington er velkendt for sine gader med renoverede terrassehuse, Victoria Barracks og forretninger inklusiv det ugentlige Oxford Street marked. Trods beliggenheden har Surry Hills bevaret lidt industri sammen med områder med boliger og forretninger. Woolloomooloo og Waterloo er de eneste forstæder, som ikke er blevet opgraderet. Det skyldes mange sociale boligbyggerier, som blev opført i 1980'erne.

### Ydre forstæder
Vaucluse i Eastern Suburbs er et af Australiens mest velhavende kvarterer. I naboforstaden Point Piper ligger Wolseley Road, som er verdens 9. dyreste gade. Coogee og Bondi Beach, begge kendt for turisme, ligger også i de østlige forstæder. Forstaden Cronulla i det sydlige Sydney ligger tæt på Australiens ældste nationalpark, Royal National Park. Forstaden Manly på Northern Beaches var en af Sydneys mest populære feriedestinationer i store dele af det 19. og 20. århundrede. North Shore omfatter vigtige forretningscentre som North Sydney og Chatswood. Taronga Zoo ligger i North Shore forstaden Mosman. I naboforstæderne Kirribilli og Milsons Point ligger Kirribilli House og Luna Park.
Western Suburbs omfatter områder som Bankstown, Liverpool, Penrith og Fairfield. Det omfatter også Parramatta, som er det 6. største forretningsområde i Australien. Balmain, i Inner West, som tidligere var en arbejderby med industri og minedrift har undergået en omfattende byfornyelse. Inner West omfatter også Sydney Olympic Park, en forstad som blev bygget til Sommer OL 2000. Længere mod sydvest ligger regionen Macarthur og byen Campbelltown, som først fra 1990'erne er blevet medregnet til Sydney.

### Arkitektur
Koloniens første byggerier skulle kun opfylde de mest nødvendige behov. Først med guvernør Lachlan Macquarie blev der sat ambitiøse mål for arkitekturen. I dag har byen en bygning på UNESCOs verdensarvsliste og adskillige på tilsvarende lister for Australien og Commonwealth.
I 1814 fik guvernøren en straffefange ved navn Francis Greenway til at tegne Macquarie Lighthouse. Fyrtårnet og dets klassiske stil introducerede en ny forfinet arkitektur. MacQuarie benådede i 1818 Greenway for hans indsats. Greenway fortsatte med at tegne Hyde Park Barracks i 1819 og St James's Kirke i georgiansk stil i 1824. Gotisk-inspireret arkitektur blev mere populært fra 1830'erne. John Verge's Elizabeth Bay House og St Philip's Church fra 1856 er bygget i nygotisk stil sammen med Edward Blores Government House fra 1845. Kirribilli House, færdigt i 1858, og St. Andrews Cathedral er sjældne eksempler på victoriansk-gotisk arkitektur.
Fra slutningen af 1850'erne var der et skift mod klassisk arkitektur. Mortimer Lewis tegnede Australian Museum in 1857. Hovedpostkontoret i victoriansk-klassisk stil af James Barnet blev færdigt i 1891. Barnet stod også for en rekonstruktion af Greenways Macquarie Lighthouse i 1883. Toldhuset blev bygget i 1844 af Lewis med udvidelser af Barnet i 1887 og W. L. Vernon i 1899. Town Hall i nyklassisk og fransk second empire stil blev færdiggjort i 1889. Nyromansk stil blev populært fra starten af 1890'erne. Sydney Technical College blev færdigt i 1893 og indeholder både nyromanske og Queen Anne elementer. Queen Victoria Building er bygget i nyromansk stil af George McRae og blev færdig i 1898. Det blev bygget på en markedsplads og indeholder 200 butikker i 3 etager.
Depressionen havde en mærkbar indflydelse på Sydneys arkitektur. Nye bygninger blev ikke længere udstyret med ornamenter i samme grad, som det var almindeligt før 1930'erne. Det betydeligste bygningsværk fra denne tid er Harbour Bridge. Broens stålbuer er tegnet af John Jacob Crew Bradfield og stod færdig i 1932. I alt 39.000 tons stål er brugt til broen, der spænder 503 m mellem Milsons Point og Dawes Point.
Moderne og International arkitektur kom til Sydney fra 1940'erne. Siden det blev færdigt i 1973, er Sydneys operahus kommet på verdensarvsliste og blevet en af verdens mest kendte moderne bygninger. Det blev tegnet af Jørn Utzon med bidrag fra Peter Hall, Lionel Todd og David Littlemore. Utzon fik tildelt Pritzker-prisen i 2003 for sit arbejde på operahuset. Sydney første højhus var Culwulla Chambers på hjørnet af King Street og Castlereagh Street, som var omkring 50 m højt. Da højderestriktionerne blev fjernet i 1960'erne, kom der en bølge af nye byggerier. Velrenommerede arkitekter som Jean Nouvel, Harry Seidler, Richard Rogers, Renzo Piano, Norman Foster og Frank Gehry har alle givet deres bidrag til byens skyline. Væsentlige bygninger i centrum omfatter Citigroup Centre, Aurora Place, Chifley Tower, Reserve Banks bygning, Deutsche Bank Place, MLC Centre, og Capita Centre. Den højeste bygning er Sydney Tower, tegnet af Donald Crone og færdiggjort i 1981. Reguleringer begrænser højden på nye bygninger til 235 m på grund af den nærtliggende Sydney Airport.

### Boliger
Der var 1,5 millioner boliger i Sydney i 2006, heraf 940.000 villaer og 180.000 terrassehuse. Lejligheder udgør 25,8% af Sydneys boliger mod 60,9% villaer og 12,8% terrassehuse. Terrassehuse er almindelige i de indre forstæder, mens villaerne dominerer de ydre forstæder. Omkring 80% af alle boliger i Western Sydney er villaer. På grund af et miljømæssigt og økonomisk pres går udviklingen mod tættere byggeri. Fra 1996 til 2006 var der en stigning på 30% i antallet af lejligheder i Sydney. Sociale boligbyggerier administreres af New South Wales' regering. Der er mange sociale boligbyggerier i forstæder som Claymore, Macquarie Fields, Waterloo og Mount Druitt. Regeringen har annonceret planer om at sælge næsten 300 historiske sociale boligbyggerier i attraktive kvarterer som Millers Point, Gloucester Street og The Rocks.
Flere historiske hustyper kan findes i Sydney. Terrassehuse findes i de indre forstæder som Paddington, The Rocks og Balmain. Føderationshuse, bygget omkring den Australske Forbundsstats grundlæggelse i 1901, findes i Penshurst, Turramurra og i Haberfield. Haberfield er kendt som "føderationsforstaden" på grund af de mange føderationshuse. Arbejderhuse findes i Surry Hills, Redfern og Balmain. Californiske bungalower er almindelige i Ashfield, Concord og Beecroft.

### Parker og åbne pladser
Den botaniske have Royal Botanic Gardens er det vigtigste grønne område i Sydney med videnskabelige aktiviteter såvel som fritidsaktiviteter. City of Sydney administrerer 15 forskellige parker. Blandt byens centrale parker er Hyde Park, The Domain og Prince Alfred Park. I de ydre forstæder ligger Centennial Park og Moore Park i øst, Sydney Park og Royal National Park i syd, Ku-ring-gai Chase National Park i nord og Western Sydney Parklands i vest. Royal National Park på 13.200 ha blev åbnet 26. april 1879 og er verdens næstældste nationalpark. Den største park i Sydney er Ku-ring-gai Chase National Park på 15.400 ha. Den åbnede i 1894. Den er kendt for sine velbevarede spor efter aboriginere og har mere end 800 helleristninger, hulemalerier og møddinger.
Arealet, som i dag kaldes The Domain, blev reserveret af guvernør Arthur Phillip allerede i 1788 som hans private område. Efter ordre fra guvernør Macquarie blev landet umiddelbart nord for The Domain brugt til at grundlægge Royal Botanic Gardens i 1816. Det gør den til den ældste botaniske have i Australien. Parkerne tjener ikke kun rekreative formål, men bruges også til videnskabelige formål og indeholder plantesamlinger, bibliotek og laboratorier. De to parker har et samlet areal på 64 ha med 8.900 forskellige plantearter og har et årligt besøgstal på 3,5 millioner. Syd for The Domain ligger Hyde Park. Det er det ældste offentlig parkområde i Australien og måler 16,2 ha. Det blev brugt til såvel afslapning som græsningsareal i koloniens første tid. Macquarie dedikerede parken i 1810 til "rekreation og fornøjelse for byens indbyggere" og navngav den efter den originale Hyde Park i London.

## Økonomi
Økonomien i koloniens første tid kan beskrives som merkantilisme, som også var dominerende i det meste af Vesteuropa. Til at begynde med var der store problemer, da det første landbrug ikke gav meget udbytte. Man havde også problemer med at få indført et stabilt møntsystem. Guvernør Lachlan Macquarie løste problemet ved at lave to mønter af hver spansk sølvdollar, som var i cirkulation. Fra 1840'erne var økonomien kapitalistisk. På dette tidspunkt var der kommet mange frie bosættere, søfart og uld gav gode indtægter, og det Britiske Ostindiske Kompagni havde ikke længere monopol på handelen.
Hvede, guld og andre mineraler blev eksportvarer fra slutningen af det 19. århundrede. Fra 1870'erne startede økonomiske opgangstider og ledte til byggeri af veje, jernbaner, broer, havneanlæg, retsbygninger, skoler og hospitaler. Protektionistisk politik efter dannelsen af forbundsstaten i 1901 gav plads til industrivirksomherder, som blev byens største arbejdsgiver i 1920'erne. Den samme politik afhjalp konsekvenserne af depressionen i 1930'erne, selv om arbejdsløsheden nåede op på 32% i New South Wales. Fra 1960'erne blev Parramatta anerkendt som byens andet store forretningsdistrikt. I samme periode er finans og turisme blevet en stor del af byens indtægtsgrundlag.
Forskere fra Loughborough University har placeret Sydney blandt verdens 10 storbyer, som er bedst integreret i verdensøkonomien. Global Economic Power Index rangerer Sydney som nummer 11 i verden. Global Cities Index rangerer Sydney som nummer 14 i verden på globalt engagement. Byen er blevet rangeret som nummer 11 baseret på økonomiske muligheder. Sydneys bruttoprodukt var A$337,45 milliarder i 2013 med City of Sydney ansvarlig for A$95.18 milliarder af denne total. Finans og forsikring stod i 2011 for 21,4% af bruttoproduktet, foran liberale erhverv med 10,7% og fremstillingsvirksomheder med 8.5%.
Der var 451.000 virksomheder baseret i Sydney i 2011, heriblandt 48% fra Australiens top 500 og to tredjedele af multinationale firmaers regionale hovedkontorer. Globale firmaer tiltrækkes til dels fordi Sydneys tidszone lukker hullet mellem Nordamerika og Europa. De fleste udenlandske firmaer i Sydney har salgs- og servicefunktioner og kun i mindre grad produktion og udvikling. Australske firmaer baseret i Sydney omfatter Woolworths, Westpac, Qantas, Coca-Cola Amatil, Australian Securities Exchange, AMP, Caltex, Fairfax Media, Commonwealth Bank, Optus, Macquarie Group, Westfield, Origin Energy, Cochlear and David Jones. Multinationale firmaer med regionalkontor i Sydney omfatter Pfizer, Cathay Pacific, Boeing, Merck & Co, Parmalat, Rolls-Royce, Intel, Cisco Systems, American Express, Yahoo!, Computer Associates, IBM, Philips, and Vodafone.

### Indenlandsk økonomi
Sydney rangeres som værende mellem den 15. og 5. dyreste by i verden og er den dyreste i Australien. Til gengæld er lønnen den 7. højeste i verden. Sydney rangeres som nummer 10 i verden efter livskvalitet og dens indbyggere har den højeste købekraft efter Zürich. Arbejdere i Sydney arbejder i gennemsnit 1.846 timer om året med 15 dages ferie. 31 af de 50 bedste arbejdspladser i Australien ligger i Sydney.
Sydneys arbejdskraft var i 2011 på 2.188.854 personer. Den udgjordes af 62,1% fuldtidsarbejdere, 26,7% deltidsarbejdere, 5,7% arbejdsløse og 5,5% som ikke arbejder af forskellige årsager. De største arbejdsgivere i Sydney var per sektor social- og sundhedsvæsenet med 10,9%, detailhandel 9,8%, liberale erhverv 9,6%, industri med 8,5%, uddannelse med 7,6%, byggeri med 7,1% og og finans og forsikring med 6,6%. Liberale erhverv samt finans og forsikring udgør 26,9% af beskæftigelsen i City of Sydney. 62,8% af beboerne i den arbejdsdygtige alder havde en ugentlig indkomst på under A$1,000 og 29.1% havde en ugentlig indkomst på A$1,000 eller mere. Medianen for ugentlig indkomst i samme periode var A$619 for enlige, A$2.302 for familier uden børn og $2.537 for familier med børn.
Arbejdsløsheden i City of Sydney var gennemsnitligt 4,6% i årtiet op til 2013, langt lavere end den nuværende arbejdsløshed i Western Sydney på 7,3%. Western Sydney har fortsat svært ved at skabe jobs i takt med befolkningstilvæksten til trods for udviklingen af nye forretningsdistrikter som Parramatta. Hver dag pendler 200.000 fra Western Sydney til centrum eller forstæderne i øst og nord.
Ejerskab af egen bolig var ikke så almindeligt som at leje før 2. verdenskrig, men det har siden ændret sig. Median huspriserne er øget med et gennemsnit på 8,6% om året siden 1970. Median husprisen i Sydney i marts 2014 var A$630.000. Den primære grund til de stigende priser er grundpriserne som i 1977 udgjorde 32% af husprisen men i 2002 60%. 31,6% af all boliger i Sydney er lejet, 30,4% ejes fuldt ud af beboerne mens 34,8% er belånt. 11,8% af boliglånene i 2011 havde månedlige betalinger på under A$1.000 og 82,9% havde månedlige betalinger på A$1.000 eller mere. 44,9% af lejerne havde i samme periode en ugentlig leje på under A$350 mens 51,7% havde en ugentlig leje på A$350 eller mere. Medianen for en uges leje i Sydney er $450.

### Finans og forsikringer
Macquarie gav i 1817 tilladelse til at åbne den først bank i Australien, Bank of New South Wales. Nye private banker åbnede i 1800-tallet, men det finansielle system var ustabilt. Bankkrak var almindelige og det kulminerede i 1893, da 12 banker krakkede. Bank of New South Wales eksisterer i dag som Westpac. Commonwealth Bank of Australia blev grundlagt i Sydney i 1911 og begyndte at udstede sedler med staten som garant. Den blev erstattet i denne rolle i 1959 af Reserve Bank of Australia, som også har hovedsæde i Sydney. Den australske børs, Australian Securities Exchange som åbnede i 1987, har en samlet markedsværdi på A$1.600 milliarder og er en af verdens største børser.
Finans- og forsikringssektoren udgør 43% af bruttoproduktet i City of Sydney. Sydney udgør halvdelen af Australiens finanssektor og er blevet promoveret af flere australske regeringer som Asien-Stillehavets førende finanscentrum. Sydney har været pionerer inden for struktureret finans og byen er et førende centrum for firmaer inden for kapitalforvaltning. I 1985 udstedte forbundsregeringen 16 banklicenser til udenlandske banker og i dag har 40 ud af 43 udenlandske banker hovedsæde i Sydney. Heriblandt er People's Bank of China, Bank of America, Citigroup, UBS, Mizuho Bank, Bank of China, Banco Santander, Credit Suisse, State Street, HSBC, Deutsche Bank, Barclays, Royal Bank of Canada, Société Générale, Royal Bank of Scotland, Sumitomo Mitsui, ING Group, BNP Paribas og Investec.

### Industri
Sydney har været en industriby siden den protektionistiske politik blev indført i 1920'erne. I 1961 stod industri for 39% af al beskæftigelse og i 1970 havde Sydney 30% af alle australske industrijobs. Byens status som industriby er formindsket de seneste årtier. I 2001 udgjorde industien 12,6% af beskæftigelsen og i 2011 kun 8,5%. Mellem 1970 og 1985 forsvandt 180.000 jobs i industrien. Byen er dog stadig Australiens største industriby. Industriproduktionen i 2013 var på A$21.7 milliarder mod A$18,9 milliarder i Melbourne. Sydneys fokus på hjemmemarkedet og high-tech industri kan være årsagen til, at man er kommet godt igennem en periode med høj dollarkurs siden starten af 2010'erne.

### Turisme og international uddannelse
Sydney modtog over 2,8 millioner international gæster i 2013 eller næsten halvdelen af alle internationale besøg til Australien. Disse gæster havde 59 millioner overnatninger og bidrog med en omsætning på A$5.9 milliarder. Flest gæster kom fra Kina, New Zealand, Storbritannien, USA, Sydkorea, Japan, Singapore, Tyskland, Hong Kong og Indien. Sydney havde også 8,3 millioner indenlandske overnatninger i 2013, som i alt brugte A$6 milliarder.
Sydney har været rangeret blandt verdens top 15 bedste storbyer for turister siden år 2000. I 2011 var 26.700 beskæftiget direkte med turisme i City of Sydney. Der var i gennemsnit 480.000 besøgende og 27.500 overnatninger hver dag i 2012. I gennemsnit bidrog turistindustrien med A$36 millioner til City of Sydneys økonomi hver dag. Populære turistdestinationer omfatter Sydney Opera House, Sydney Harbour Bridge, Watsons Bay, The Rocks, Sydney Tower, Darling Harbour, Royal Botanic Gardens, Royal National Park, Australian Museum, Museum of Contemporary Art, Art Gallery of New South Wales, Queen Victoria Building, Taronga Zoo, Bondi Beach, Blue Mountains og Sydney Olympic Park.
Sydney er den by i verden, som har flest internationale studerende. Mere end 50.000 internationale studerende læser ved byens universiteter og yderligere 50.000 ved byens erhvervsskoler og sprogskoler. International uddannelse bidrager med A$1.6 milliarder til den lokale økonomi hvert år og skaber 4000 arbejdspladser.

## Demografi
Det australske kontor for statistik, Australian Bureau of Statistics, opererede ved folketællingen i 2016 med 3 forskellige definitioner på byen:
|                  | Definition                                                                                 | Indbyggere | Størrelse km² | Indb./km² |
| ---------------- | ------------------------------------------------------------------------------------------ | ---------- | ------------- | --------- |
| Byområdet        | Den sammenhængende bebyggelse                                                              | 4.321.535  | 2.179,1       | 1.983     |
| Udvidet byområde | Ovenstående + landlige områder umiddelbart uden for byen                                   | 4.446.805  | 4.196,3       | 1.060     |
| Greater Sydney   | Ovenstående + områder,hvor folk regelmæssigt arbejder, køber ind eller socialiserer i byen | 4.823.991  | 12.368,2      | 390       |

Derudover findes lokalregeringsområdet, City of Sydney, som kun dækker det centrale Sydney.
Sydney er den tættest befolkede af Australiens storbyer, men i international sammenhæng er den tyndt befolket og ligger på niveau med København.
Otte af de ti tættest befolkede bydele i Australien ligger i Sydney. De tættest befolkede bydele i Sydney er Potts Point-Wooloomolloo med 15.800 indbyggere per km² og Pyrmont-Ultimo med 15.700.
Medianalderen er 36 år og 13,9% er 65 år eller ældre. Den gifte del af befolkningen udgør 49,3% i Sydney, mens 35,5% aldrig har været gift. 48,9% lever i parforhold med børn og 33,4% i parforhold uden børn.

### Befolkningsudvikling
Befolkningstallet i Sydney i 1788 var under 1.000, men flere fangetransporter betød at befolkningstallet blev tredoblet de næste 10 år til 2.953. Sydneys befolkning voksede hurtigt i løbet af det 19. århundrede. I 1851 var indbyggertallet oppe på 54.000, men Sydney mistede alligevel sin status som Australiens største by til Melbourne i løbet af det næste årti. Ved folketællingen i 1906 var Sydney med 559.800 igen større end Melbourne. For hvert årti siden 1961 er befolkningstallet øget med mindst 250.000. Greater Sydneys indbyggertal blev estimeret til 5.312.163 i 2019.
| 1901    | 1911    | 1921    | 1931      | 1941      | 1951      | 1961      | 1971      | 1981      | 1991      | 2001      | 2011      | 2016      |
| ------- | ------- | ------- | --------- | --------- | --------- | --------- | --------- | --------- | --------- | --------- | --------- | --------- |
| 496.990 | 656.800 | 912.750 | 1.200.830 | 1.331.290 | 1.574.880 | 2.303.807 | 3.015.900 | 3.279.539 | 3.672.914 | 4.102.580 | 4.608.949 | 5.024.923 |

Den australske regering udgav i december 2020 en rapport, der forudsiger en stigning i befolkningstallet til 6 millioner i 2031, og at Melbourne vil overhale Sydney som Australiens folkerigeste by i 2026-27. Prognosen er en nedjustering af tidligere tal på grund af Covid-19, som har medført lavere indvandring til Australien,

### Indvandring
38,2% af alle indbyggere i Sydney taler et andet sprog hjemme end engelsk med mandarin, arabisk, kantonesisk, vietnamesisk og græsk som de mest almindelige.
De fleste immigranter, som ankom til Sydney mellem 1840 og 1930, var briter, irere eller kinesere. Der har været betydelige bosættelser efter nationalitet eller religion i Sydney gennem tiderne. I starten af det 20. århundrede var irerne koncentreret i Surry Hills og skotterne i Paddington. Masseindvandringen efter 2. verdenskrig førtet til at nye etniske grupper etablererede sig, som f.eks. græske, libanesiske, italienske, tjekkiske, litauiske, polske, tyske, sri lankanske, filippinske, koreanske og fijianske. Ved folketællingen i 2016 var 2.071.872 af indbyggerne i Greater Sydney født uden for Australien. De udgjorde 42,9% af befolkningen, hvilket var mindre end Miami (58,3%) og Toronto (47,0%), men mere end Vancouver (42,5%), Los Angeles (37,7%), New York City (37,5%), Chicago (20,7%), Paris (14,6%) og Berlin (13%). Kun 33.1% af befolkningen havde forældre, som begge var født i Australien.
1,5 % af befolkningen eller 70.135 indbyggere identificerede sig selv som indfødte australiere (aboriginere eller torresstræde-øboere) i 2016.

### Religion
Aboriginerne i Sydney var animister. Centralt for deres tro var "drømmetiden". Guvernør Lachlan Macquarie gjorde en stor indsats i den unge koloni for at opbygge en kultur med en formel dyrkelse af kristendommen, og han startede byggeriet af kirker som St Matthew's, St Luke's, St James's og St Andrew's. Disse og andre religiøse institutioner har i tidens løb givet bidrag til sydneyborgernes uddannelse og helbred.
i 2016 identificerede 25,1% sig selv som katolikker mod 28,3% i 2011, 24,6% (17,6%) praktiserede ingen religion, 12,0% (16,1%) var anglikanere, 5.3% (4,7%) muslimer, 3,4% (4,2%) ortodokse, 3,9% (4,1%) buddhister, 3,5% (2,6%) hinduer og 0,7% (0,9%) jøder.

### Kriminalitet
Kriminaliteten i Sydney er lav, og den britiske web-avis The Independent rangerede Sydney som den femte mest sikre storby i verden i 2019. Mange lovovertrædelser i byen i de senere år var en følge af indførelsen af begrænsede åbningstider i nattelivet i centrum fra februar 2014 til januar 2020. I et forsøg på at reducere den alkohol-relaterede vold i nattelivet blev der lukket for indgang til barer og natklubber klokken 1:30 og sidste omgang var klokken 3:00.

## Kultur

### Videnskab, kunst og historie
Australian Museum åbnede i Sydney i 1857 med det formål at samle og udstille koloniens naturværdier. Det er Australiens ældste naturhistoriske museum. I 1995 åbnede Museum of Sydney på stedet for det første Government House. Det viser historien om byens udvikling. Andre museer i Sydney omfatter Powerhouse Museum og Australian National Maritime Museum.
I 1866 gav dronning Victoria tilladelse til oprettelsen af Royal Society of New South Wales. Selskabets formål er "at støtte studier og forskning inden videnskab, kunst, litteratur og filosofi". Det holder til i et terrassehus i Darlington ejet af University of Sydney. Sydney Observatorys bygning stammer fra 1859 og blev brugt til astronomiske og meteorologiske undersøgelser indtil det i 1982 blev omdannet til museum.
Museum of Contemporary Art åbnede i 1991 i en Art Deco bygning i Circular Quay. Dets samling blev grundlagt i 1940'erne af kunstner og kunstsamler John Power og er blevet vedligeholdt af University of Sydney. En anden betydelig kunstinstitution er Art Gallery of New South Wales, som administrerer den prestigefyldte Archibald Prize for portrætmaleri. Moderne kunstgallerier findes i Waterloo, Surry Hills, Darlinghurst, Paddington, Chippendale, Newtown og Woollahra.

### Underholdning
Sydneys første kommercielle teater åbnede i 1832 og yderligere 9 var kommet til i slutningen af 1920'erne. Under depressionen vandt biograferne frem på bekostning af teatrene, men efter 2. verdenskrig genvandt teateret noget af sin popularitet. Prominente teatre i byen i dag omfatter State Theatre, Theatre Royal, Sydney Theatre, The Wharf Theatre, Capitol Theatre, New Theatre, Belvoir, and Griffin Theatre Company. Sydney Theatre Company har et repertoire af lokale, klassiske og internationale skuespil. Australske teaterikoner som David Williamson, Hugo Weaving og Geoffrey Rush har spillet for dem.
Sydney Opera House benyttes af Opera Australia og Sydney Symphony. Det har haft over 100.000 forestillinger og 100 millioner gæster siden det åbnede i 1973. To andre vigtige koncertsteder i Sydney er Town Hall og City Recital Hall. Sydney Conservatorium of Music ligger ved siden af Royal Botanic Gardens og uddanner musikere og afholder hvert andet år Australian Music Examinations Board eksaminer.
Sydney havde en ganske produktiv filmindustri indtil 1920'erne, da talefilmen blev introduceret og amerikanske produktioner blev dominerende i australske biografer. Fox Studios Australia begyndte filmproduktion i Sydney i 1998. Kendte film, som efterfølgende er optaget i Sydney, omfatter The Matrix, Mission: Impossible II, Moulin Rouge!, Australia og Den store Gatsby. National Institute of Dramatic Art er baseret i Sydney og har haft flere berømte elever som Mel Gibson, Judy Davis, Baz Luhrmann og Cate Blanchett.
Sydney er vært for adskillige festivaler i løbet af året. Byens nytårsfyrværkeri er det største i Australien. Royal Easter Show afholdes hvert år i Sydney Olympic Park. Sydney Festival er Australiens største kunstfestival. Big Day Out er en rejsende festival med rockmusik som startede i Sydney. Byens to største filmfestivaler er Sydney Film Festival og Tropfest. Vivid Sydney er en årlig udendørs udstilling med kunstinstallationer, lysprojektioner og musik. Sydney er vært for Australian Fashion Week i efteråret. Sydney Mardi Gras har været afholdt hver februar siden 1979. Sydneys Chinatown har flyttet rundt siden 1850'erne. Det flyttede fra George Street til Campbell Street og i 1980 videre til dets nuværende placering i Dixon Street. Spanish Quarter ligger i Liverpool Street, mens Little Italy ligger i Stanley Street. Steder som Kings Cross, Oxford Street, Circular Quay, og The Rocks er kendte for deres natteliv. The Star er byens eneste kasino og ligger ved Darling Harbour.

### Sport og udendørsaktiviteter
Sydneys første immigranter medbragte en passion for sport, men var begrænset af mangel på faciliteter og udstyr. De første organiserede sportsgrene var boksing, brydning og fra 1810 hestevæddeløb i Hyde Park. Hestevæddeløb er stadig populært og arrangementer som Golden Slipper Stakes tiltrækker stor opmærksomhed. Den første cricketklub blev dannet i 1826 og der blev spillet kampe i Hyde Park i 1830'erne og 1840'erne. Cricket er en populær sommersport og store kampe er blevet afviklet i Sydney Cricket Ground siden 1878. New South Wales Blues spiller i Sheffield Shield ligaen og Sydney Sixers og Sydney Thunder spiller i den nationale Big Bash Twenty20 turnering.
Rugby er blevet spillet siden 1865 og sport blev i denne periode bedre organiseret og særdeles populært. En tiendedel af kolonien overværede en rugbykamp mellem New South Wales og New Zealand i 1907. Rugby league blev adskilt fra rugby union i 1908. Klubben New South Wales Waratahs spiller i Super Rugby ligaen. Det nationale Wallabies rugby union hold spiller sine internationale kampe i Sydney som Bledisloe Cup, Rugby Championship og World Cup. Sydney er hjemsted for 9 af 16 hold i National Rugby League: Canterbury-Bankstown Bulldogs, Cronulla-Sutherland Sharks, Manly Sea Eagles, Penrith Panthers, Parramatta Eels, South Sydney Rabbitohs, St George Illawarra Dragons, Sydney Roosters og Wests Tigers. New South Wales spiller den årlige State of Origin series mod Queensland.
Fodboldklubberne Sydney FC og Western Sydney Wanderers FC spiller i A-League og det australske landshold, Socceroos, spiller ofte sine hjemmekampe i Sydney. Sydney Swans og Greater Western Sydney Giants er de to store klubber i australsk fodbold og spiller i Australian Football League. Sydney Kings spiller i den nationale basketballliga. Sydney Uni Flames spiller i kvindernes bedste basketballliga. Sydney Blue Sox spiller i Australian Baseball League. Waratahs spiller i Australian Hockey League. Sydney Bears og Sydney Ice Dogs spiller i Australian Ice Hockey League. Swifts spiller i kvindernes nationale netball-liga.
Kvinder fik først tilladelse til at svømme, da separate bade åbnede i Woolloomooloo Bay i 1830'erne. Fra at være ulovligt i starten af århundredet blev svømning i havet utroligt populært fra de tidlige 1900'ere og den første livredderklub åbnede ved Bondi Beach. Diskussioner om, hvad der var passende påklædning, blomstrede op ind i mellem og drejede sig om både mænd og kvinders påklædning.
City2Surf er et årligt 14 km løb fra centrum til Bondi Beach. Det har været afholdt siden 1971. I 2010 deltog 80.000 løbere, hvilket gør det til verdens største af sin slags. Kapsejlads har været afholdt i Sydney Harbour siden 1827. Kapsejlads har været populært blandt velhavere siden 1840'erne og Royal Sydney Yacht Squadron blev stiftet i 1862. Kapsejladsen Sydney to Hobart Yacht Race er en 1.170 km lang sejlads, som starter fra Sydney Harbour 2. juledag hvert år. Siden det startede i 1945, har det været anset som en af verdens sværeste havkapsejladser. Seks sejlere døde og kun 44 ud af 115 skibe gennemførte i sejladsen i 1998.
Royal Sydney Golf Club ligger i Rose Bay og har siden dens start i 1893 været vært for Australian Open 13 gange. Royal Randwick Racecourse åbnede i 1833 og afholder flere store løb hvert år. Sydney nyder godt af en række nye sportsanlæg, som blev bygget til sommer OL 2000. Sydney Olympic Park har faciliteter til atletik, svømning, tennis, hockey, bueskydning, baseball, cykling, ridning og roning. Stadium Australia bliver brugt til rugby, fodbold og australsk fodbold. Sydney Football Stadium stod færdigt i 1988 og benyttes til rugby og fodbold. Sydney Cricket Ground er siden 1878 blevet brugt til cricket og australsk fodbold.

### Medier
The Sydney Morning Herald er Australiens ældste eksisterende avis. Den er nu ejet af Fairfax Media og er udkommet siden 1831. Konkurrenten er tabloid-avisen The Daily Telegraph fra News Corporation, som er udkommet siden 1879. Begge aviser har søndagsudgaver i tabloid-format: The Sun-Herald og The Sunday Telegraph. The Bulletin blev startet i Sydney i 1880 og blev Australiens længst eksisterende magasin. Det lukkede efter 128 års udgivelse.
Australiens 3 kommercielle fjernsynsnetværk og to offentlige har hovedkvarter i Sydney. Nines hovedkontor ligger i Willoughby, Ten og Seven ligger i Pyrmont, Australian Broadcasting Corporation ligger i Ultimo, og Special Broadcasting Service ligger i Artarmon. Alle 5 netværk har haft digitale kanaler siden 2000. Foxtel er baseret i North Ryde og sælger kabeltv til størstedelen af byen. Sydneys første radiostationer begyndte at sende i 1920'erne. Radio blev et populært medie til politik, nyheder, religion og sport og har overlevet trods fjernsyn og internet. 2UE, som ejes af Fairfax Media, blev stiftet i 1925 og er den ældste radiostation, som stadig sender. Konkurrerende stationer omfatter de mere populære 2GB, 702 ABC Sydney, KIIS 106.5, Triple M, Nova 96.9 og 2Day FM.

## Administration

### Historie
I de tidlige kolonidage havde den siddende guvernør og hans militær enerådig magt over befolkningen. Denne mangel på demokrati blev uacceptabel efterhånden som kolonien fik flere frie bosættere. De første tegn på et rigtigt retssystem dukkede op, da man i Storbritannien i 1814 vedtog ny lovgivning for et retsvæsen i New South Wales. Det etablerede tre nye retsstole, heriblandt Højesteret, og dikterede at engelsk lov skulle følges. I 1823 vedtog det britiske parlament oprettelsen af et lovgivende råd i New South Wales og gav Højesteret retten til at gennemse ny lovgivning. Fra 1828 skulle engelsk common law anvendes i New South Wales. I 1842 vedtog det britiske parlament at alle medlemmer i det lovgivende råd skulle vælges for første gang.
Konstitutionen i 1855 gav New South Wales et tokammersystem. Det eksisterende Lovgivende Råd blev til overhuset og et nyt kammer kaldet Legislative Assembly blev til underhuset. Et Udøvende Råd blev oprettet bestående af 5 medlemmer fra den Lovgivende forsamling samt guvernøren. Rådet havde til opgave at rådgive den siddende guvernør i sager om statens administration. De andre bosættelser i Australien blev udskilt fra New South Wales og dannede deres egne regeringer. Tasmanien blev udskilt i 1825, Victoria i 1850 og Queensland i 1859. Med proklameringen af Forbundsstaten Australien i 1901 blev status for de lokale råd i Sydney formaliseret, og de blev separeret fra staten New South Wales.
City of Sydney blev oprettet i 1842, og omfattede den gang hele byen. Efterhånden som Sydney voksede, kom byen til at omfatte flere og flere af de omkringliggende cities og shires.

### Hovedstad i New South Wales
Sydney er hovedstad i delstaten New South Wales. Parlamentet i New South Wales ligger i Parliament House på Macquarie Street. Bygningen var færdig i 1816 og blev først benyttet som hospital. Det Lovgivende Råd flyttede ind i nordfløjen i 1829, og i 1852 havde det overtaget hele bygningen. Flere tilbygninger er kommet til, efterhånden som parlamentet er blevet udvidet, men det har bevaret den originale georgianske facade. Government House stod færdigt i 1845 og har været bolig for 25 guvernører og 5 generalguvernører.
Højesteret er Supreme Court of New South Wales, som ligger på Queen's Square i Sydney. Byen har også flere instanser af den næsthøjeste domstol District Court of New South Wales og den laveste Local Court of New South Wales.
Sydney er også den sekundære officielle residens for generalguvernøren af Australien (Admiralty House) og Australiens premierminster (Kirribilli House).

### Bystyre
Der er ingen overordnet administrativ enhed, som svarer til hele Sydney. Overordnet styring ligger hos regeringen i New South Wales, der er ansvarlig for hovedveje, trafikkontrol, offentlig transport, politi, uddannelse og større infrastruktur. Sydney er - som hele Australien - inddelt i lokalregeringsområder (også kaldet councils, cities, municapilities eller shires). Disse lokalregeringsområder har valgte råd, som er ansvarlige for de opgaver, der delegeres til dem fra regeringen i New South Wales. De 31 lokalregeringsområder, som siden 2016 har udgjort Sydney, er:
- Bayside
- Canterbury-Bankstown
- Blacktown
- Burwood
- Camden
- Campbelltown
- Canada Bay
- Cumberland
- Fairfield
- Georges River
- Hawkesbury
- The Hills
- Hornsby
- Hunter's Hill
- Inner West
- Ku-ring-gai
- Lane Cove
- Liverpool
- Mosman
- North Sydney
- Northern Beaches
- Parramatta
- Penrith
- Randwick
- Ryde
- Strathfield
- Sutherland
- Sydney
- Waverley
- Willoughby
- Woollahra

Tidligere var der en tendens til, at delstatsregeringen modsatte sig en sammenlægning af de befolkningsrige lokalregeringsområder i Sydney, fordi det ville rykke magtbalancen mellem delstatsregeringen og lokalregeringerne. En større reform i NSW i 2016 reducerede dog antallet af lokalregeringsområder i Sydney og resten af delstaten. Målsætningen for reformen var, at et lokalregeringsområde skulle have en befolkning på mindst 150.000, så den kunne opretholde det nødvendige serviceniveau. De mest befolkningningsrige lokalregeringsområder i Sydney er Canterbury-Bankstown (368.000), Blacktown (357.000) og Northern Beaches (269.000).
City of Sydney (233.000) dækker byens centrum, og borgmesteren har titlen Lord Mayor. Tidligere blev denne anset for at repræsentere hele byen.

## Infrastruktur

### Uddannelse
Uddannelse fik først rigtig fokus i kolonien i 1870'erne, da offentlige skoler blev oprettet og skolegang blev obligatorisk. Sydneys befolkning er højt uddannet. 90% i den arbejdsdygtige alder har færdiggjort en eller anden form for skolegang og 57% har færdigggjort højeste niveau. 1.390.703 var indskrevet ved uddannelsesinstitutioner i 2011. 45,1% af dem gik i skole og 16,5% læste ved et universitet. 22.5% i den arbejdsdygtige alder i Sydney og 40.2% i City of Sydney har en uddannelse svarende til bachelor eller højere. De mest almindelige områder for tertiære kvalifikationer er handel (22,8%), ingeniørvidenskab (13,4%), samfund og kultur (10,8%), sundhed (7,8%) og uddannelse (6,6%).
Der er seks offentlige universiteter i Sydney: University of Sydney, University of Technology, University of New South Wales, Macquarie University, Western Sydney University og Australian Catholic University. Fire andre offentlige universiteter har underordnede afdelinger i byen: University of Notre Dame Australia, University of Wollongong, Curtin University of Technology og University of Newcastle. 5,2% af Sydneys indbyggere går på universitetet. University of Sydney blev grundlagt i 1850 og er Australiens ældste universitet. Det er blevet rangeret som nummer tre i Australien og så højt som nr 37 i verden, i top 0,3%. Byens andre universiteter er alle grundlagt efter 2. verdenskrig. På samme liste er University of New South Wales nummer 48, Macquarie University nummer 254 og University of Technology nummer 264.
Sydney har offentlige, religiøse og uafhængige skoler. 7,8% af Sydneys indbyggere går i grundskole (op til 6. klasse) og 6,4% går i højere skole (7. - 12. klasse). Der er 935 offentlige skoler i Sydney, som administeres af New South Wales Department of Education. 14 af 17 højere skoler med adgangskrav i New South Wales ligger i Sydney. Offentlige erhvervsuddannelser og kurser i Sydney er styret af TAFE New South Wales og begyndte med åbningen af Sydney Technical College in 1878. Det tilbød kurser i teknisk tegning, anvendt matematik, dampmaskiner, simpel kirurgi og engelsk grammatik. Læreanstalten blev til Sydney Institute i 1992 og opererer nu ved siden af andre TAFE læreanstalter: Northern Sydney Institute, Western Sydney Institute og South Western Sydney Institute. 2,4% af Sydneys indbyggere følger undervisning på TAFE læreanstalter.

### Sundhed
Det første hospital i den nye koloni var en samling telte ved The Rocks. Mange af straffefangerne, som overlevede turen fra England, led af dysenteri, kopper, skørbug og tyfus. Sundhedsfaciliteterne var håbløst utilstrækkelige til trods for ankomsten af et præfabrikeret hospital med den anden flåde og konstruktionen af nye hospitaler i Parramatta, Windsor og Liverpool i 1790'erne. Guvernør Lachlan Macquarie startede byggeriet af Sydney Hospital, som stod færdigt i 1816. Dele af faciliteterne benyttes som Parliament House, men hospitalet eksisterer stadig i dag. Byens første skadestue blev oprettet på Sydney Hospital i 1870. Behovet for skadestuer steg fra 1895 med introduktionen af en ambulanceservice.
Sundhedspleje blev fra starten af det 20. århundrede anset for at være en borgerret og Sydneys offentlige hospitaler kom under opsyn af regeringen i New South Wales. I dag er administrationen af sundhedspleje opdelt i 8 distrikter: Central Coast, Illawarra Shoalhaven, Sydney, Nepean Blue Mountains, Northern Sydney, South Eastern Sydney, South Western Sydney og Western Sydney. Prince of Wales Hospital åbnede i 1852 og var det første af flere store hospitaler, som åbnede i de kommende årtier. St Vincent's Hospital blev åbnet i 1857, efterfulgt af Royal Alexandra Hospital for Children i 1880, Prince Henry Hospital i 1881, Royal Prince Alfred Hospital i 1882, Royal North Shore Hospital i 1885, St George Hospital i 1894 og Nepean Hospital i 1895. Westmead Hospital åbnede i 1978 som det sidste større hospital.

### Transport
Det er bilen mere end noget andet som har været styrende for Sydneys urbane udvikling siden 2. verdenskrig. De store villakvarterer i byens ydre forstæder, gjorde det nødvendigt for hundredetusinder af husholdninger at eje en bil. Procentdelen af ture foretaget i bil er steget fra 13% i 1947 til 50% i 1960 og 70% i 1971. Der kan være op til 350.000 biler på Sydneys veje samtidigt i myldretiden, hvilket fører til omfattende trafikpropper. 84,9% af Sydneys husholdninger ejer en bil og 46,5% ejer to eller flere. 58,4% kører bil til arbejde, 9,1% kører med tog, 5,2% tager en bus og 4,1% går. I kontrast hertil er det kun 25,2% af dem, som bor i City of Sydney, som kører bil til arbejde. 15,8% tager toget, 13,3% tager en bus og 25,3% går. De 26,3%, som tager offentlig transport til arbejde, er det højeste blandt de australske statshovedstæder.
Sydney havde engang et af verdens største sporvognsnetværk. Det var det største efter London i det Britiske Imperium med et netværk på 291 km. Busser er mere fleksible og blev mere populære, hvilket førte til lukningen af sporvognsnetværket i 1961. Fra 1930 var der 612 busser i Sydney, som transporterede 90 millioner passagerer om året. En 12,8 km lang netbane åbnede i 1997. Den forbinder Inner West og Darling Harbour med Central Station og transporterer 4,5 millioner passagerer om året. En anden 12 km lang linje, der skal betjene centrum og de sydøstlige forstæder, planlægges åbnet i 2019
Busnetværket drives af en blanding af statslige og private operatører. I områder, som tidligere var dækket af sporvogne, er det det statslige State Transit Authority of New South Wales som er operatør. I andre områder er der private operatører, som er delvis støttet af staten. Et integreret billetsystem kaldet Opals benyttes af alle busruter. State Transit alene havde 2.169 busser og transporterede mere end 160 millioner passagerer i 2014. I alt blev der registreret næsten 225 millioner ombordstigninger i hele busnetværket. NightRide er en natbusservice, som opererer mellem midnat og kl 5 morgen og som erstatter tog i det meste af denne periode.
Togdriften varetages af Transport for New South Wales. Det vedligeholder 176 stationer og 937 km jernbane og 281 millioner rejsende om året. Sydneys første jernbane stammer fra 1854. I 1860'erne nåede jernbanen til Parramatta, Campbelltown, Liverpool, Blacktown, Penrith og Richmond. Central Station åbnede i 1906 og er byens jernbanecentrum. Før 1906 lå hovedbanegården længere mod vest i nærheden af Redfern.
Et infrastrukturprojekt til A$1 milliard blev gennemført i 2014 for at fjerne flaskehalse i jernbanenettet. I 2014 ankom 94,2% af alle tog til tiden, mens 99,5% afgik som planlagt. North West Rail Link, som er en del af Sydneys første undergrundsbane, er under konstruktion og forventes at åbne i 2019. Hele projektet, som involverer en ny jernbanetunnel under Sydney Harbour, vil kommercielt blive kaldt Sydney Metro.
Da Sydney Harbour Bridge åbnede i 1932, var byens færgenetværk det største i verden. Antallet af passagerer faldt fra 37 millioner i 1945 til 11 millioner i 1963, men er steget lidt de senere år. Fra Circular Quay i centrum er der ruter til Balmain, Double Bay, Manly, Parramatta, Taronga Zoo, Darling Harbour, and Cockatoo Island. Sydney Airport, officielt "Sydney Kingsford-Smith Airport", ligger i den indre sydlige forstad Mascot med to startbaner ud over Botany Bay. Kingsford-Smith Airport er en af verdens ældste, stadigt fungerende lufthavne. Den servicerer 46 internationale og 23 indenlandske destinationer. Den er Australiens travleste lufthavn med 37,9 millioner passagerer i 2013 og 530.000 tons fragt i 2011. En ny lufthavn, Western Sydney Airport, er planlagt til at blive bygget ved Badgerys Creek fra 2016 for A$2,5 milliarder. Port Botany har overhalet Port Jackson, som byens vigtigste industrihavn. Terminaler til krydstogtskibe findes i Sydney Cove og White Bay.

### Miljø
Som klimaændringer, drivhusgasemissioner og forurening er kommet på den politiske agenda i Australien, er Sydney blevet kritiseret for byens manglende indsats på miljøområdet. Siden 1995 har man gjort store fremskridt i målingen af luftforurening i Sydney, hvilket har givet regeringen mulighed for lave indgreb, der begrænser forureningen. Australske storbyer og Sydney i særdeleshed er nogle af de mest bilafhængige byer i verden. Den har relativt få massetransportmidler og forstæderne spreder sig langt ud fra centrum, hvilket øger bilafhægighedem. Regeringen prøver at reducere bilforureningen ved at opfordre til at benytte offentlig transport. Cykling er øget 113% i den indre by siden marts 2010 med omkring 2.000 cyklister målt i byens knudepunkter i løbet af en time i myldretiden.
City of Sydney var det først byråd i Australien, som fik en formel certificering som CO2-neutral i 2008. Byrådet har reduceret CO2-udslippet fra 2007 med 6% og siden 2006 er CO2-udslippet fra byrådets bygninger reduceret med 20%. City of Sydney har introduceret et Bæredygtigt Sydney 2030 program med forskellige planmål og en omfattende guide til, hvordan man kan reducere energiforbruget i hjem og kontorer med 30%. Reduktioner i energiforbrug har reduceret energiregninger med A$30 millioner om året. Solcellepaneler er blev installeret på mange bygninger i det centrale forretningsdistrikt i et forsøg på minimere CO2-udslippet med omkring 3.000 tons om året. City of Sydney har også en "urban skovvækststrategi", i hvilket den øger trædækket i den indre by ved at plante træer og anden vegetation for at få renere luft og skabe fugtig luft i varmt vejr og således reducere temperaturen i byen. Sydney er også blevet ledende i grønne bygninger og kræver at alle nye bygninger skal være energieffektive. One Central Park byggeriet, færdiggjort i 2013, er et eksempel på dette.

### Vand, el og naturgas
I koloniens første tid var det et stort problem at skaffe tilstrækkeligt med ferskvand. Et afvandingsområde kaldet Tank Stream fik vand fra, hvad der i dag er Sydney centrum, men allerede i slutningen af 1700-tallet lignede det mere en åben kloak. Botany Swamps Scheme var et af flere projekter i midten af 1800-tallet, hvor man byggede brønde, tunneller, pumpestationer og små damme for at servicere Sydneys voksende befolkning. Den første rigtige løsning på Sydneys vandbehov kom med Upper Nepean Scheme, som startede i 1886 og kostede over £2 millioner. Det transporterer vand over 100 km fra Nepean, Cataract og Cordeaux floderne og sørger i dag stadig for omkring 15% af Sydneys samlede vandforbrug. Dæmninger blev bygget ved disse floder mellem 1907 og 1935. I 1977 blev der med Shoalhaven Scheme bygget flere dæmninger. Sydney Catchment Authority styrer nu elleve større dæmninger: Warragamba, Woronora, Cataract, Cordeaux, Nepean, Avon, Wingecarribee Reservoir, Fitzroy Falls Reservoir, Tallowa, Blue Mountains Dams og Prospect Reservoir. Vand er opsamlet fra fem afvandingsområder som dækker 16.000 km² og totalt rummer op til 2,6 Teraliter. Afsaltningsanlægget Sydney Desalination Plant åbnede i 2010.
De to distributører, som vedligeholder Sydneys elnet, er Ausgrid og Endeavour Energy. Det samlede elnet har 815.000 elmaster og 83.000 km elkabel. Blandt firmaer, som producerer el og sælger det til byen, er EnergyAustralia, Origin Energy og AGL Energy. Disse 3 firmaer leverer også naturgas til boliger og erhverv i Sydney.